# الهيصم الهمداني
الهيصم الهمداني هو الهيصم بن عبد المجيد الهمداني، ثائر من أهل اليمن خرج ضد حكم حماد البربري في زمن الخليفة العباسي هارون الرشيد في سنة 179 هـ.

## نبذة
خرج الهيصم الهمداني متذمر على حكم حماد البربري الذي قتل وافتك في العباد. وقد تمكن الهيصم الهمداني من السيطرة على جبل مسور وتبعه نفر كثير، وكان معه عمر بن أبي خالد الحميري.

## الخلفية
ارسل حماد البربري إلى الرشيد يطلب العون فأمده بعشر قواد من أهل العراق وخرسان، واستطاع البربري من السيطرة على جبل مسور وهرب الهيصم إلى بعض جهات تهامة، فظفرت به جيوش حماد البربري واستطاع حماد البربري تشتيت اتباع الهمداني بعد مجزرة قتل فيها نيف وعشرون الفا من الناس واسر الهمداني واخذ إلى بغداد مع بعض من افراد عائلة.

## قتله
امر الرشيد بعد القبض عليه وعلى بعض من افراد عائلتة بضرب اعناقهم. وقد استمرت ثورة الهمداني ما يقارب التسعة سنوات.